# Automolis denisae
Automolis denisae là một loài bướm đêm thuộc phân họ Arctiinae, họ Erebidae.